# Microsoft Windows 11のバージョン履歴
Windows 11のバージョン履歴では、マイクロソフトが2021年10月5日にリリースしたオペレーティングシステム、Windows 11の更新履歴について記載する。
コマンド プロンプトで表示される内部バージョン番号はWindows 10と同じ「NT 10.0(バージョン 10)」となっており現在のWindows 11の最新バージョンも同様である。（Windows 11 製品版リリース当初のビルドは 10.0.22000.194)
最初のプレビュー版は、2021年6月28日に Dev チャネルの Windows Insider 向けに公開された。

## アップデートとサポートの概要
Windows 11 のサービスチャネルには、「一般提供チャネル」と「長期サービス チャネル（LTSC）」の2種類があり、それぞれでサポート期間が異なる。
| バージョン                                                                                | 一般名                 | OS ビルド | リリース日     | サポート期限                                           | サポート期限                                | サポート期限                 | サポート期限                 |
| バージョン                                                                                | 一般名                 | OS ビルド | リリース日     | 一般提供チャネル                                       | 一般提供チャネル                            | 長期サービスチャネル（LTSC） | 長期サービスチャネル（LTSC） |
| バージョン                                                                                | 一般名                 | OS ビルド | リリース日     | - Home,Pro,SE, - Pro Education, - Pro for Workstations | - Enterprise, - Education, - IoT Enterprise | Enterprise                   | IoT Enterprise               |
| ----------------------------------------------------------------------------------------- | ---------------------- | --------- | -------------- | ------------------------------------------------------ | ------------------------------------------- | ---------------------------- | ---------------------------- |
| 21H2                                                                                      | N/A                    | 22000     | 2021年10月5日  | 2023年10月10日                                         | 2024年10月8日                               | N/A                          | N/A                          |
| 22H2                                                                                      | Windows 11 2022 Update | 22621     | 2022年9月20日  | 2024年10月8日                                          | 2025年10月14日                              | N/A                          | N/A                          |
| 23H2                                                                                      | Windows 11 2023 Update | 22631     | 2023年10月31日 | 2025年11月11日                                         | 2026年11月10日                              | N/A                          | N/A                          |
| 24H2                                                                                      | Windows 11 2024 Update | 26100     | 2024年10月1日  | 2026年10月13日                                         | 2027年10月12日                              | 2029年10月9日                | 2034年10月10日               |
| 25H2                                                                                      | 未定                   | 26200     | 2025年後半     | リリースから24ヵ月後                                   | リリースから36ヵ月後                        | N/A                          | N/A                          |
| 凡例: サポートが終了した旧バージョン サポート中の旧バージョン 最新バージョン プレビュー版 |                        |           |                |                                                        |                                             |                              |                              |
| 備考: 1. 2. 3. 4. 5.                                                                      |                        |           |                |                                                        |                                             |                              |                              |

### 一般提供チャネル
Windows 11 一般提供チャネルは、先代OSのWindows 10同様のローリングリリースモデルを採用しており、バージョンアップを伴う大型アップデートが年1回下半期にリリースされる。各バージョンのサポート期間は、Home/Proでは2年、Enterprise/Educationでは3年であり、大型アップデートを適用して新バージョンに更新することで、継続的なサポートを受けられる仕組みとなっている。

### 長期サービス チャネル
Windows 11 長期サービス チャネル（LTSC）は、バージョンアップができないような特殊用途向けのサービスチャネルである。このため、一般提供チャネルのような大型アップデートはないが、その分サポート期間は長く設定されており、Windows 8.1以前のような「5年間のメインストリーム サポートとその後5年間の延長サポート」の形式でサポートがなされる。
LTSC向けバージョンは概ね3年に1回リリースされるが、現時点ではバージョン 24H2のみである。

## Insider Program
Windows Insider Programは、登録者（Insider）がWindowsのプレビュー版（Insider Preview）をいち早く利用し、不具合の報告・要望などのフィードバックをマイクロソフトに送信することで、開発への協力が行えるプログラムで、2014年のWindows 10の発表イベント後に開始され、Windows 11でも引き続き行われている。Microsoft アカウントを所有し、14歳以上であれば誰でも無料で参加することができるが、このプログラムで配布されるWindowsは正式版ではなく、あくまでプレビュー版であるため、PCに関するある程度の知識を持ち、いかなる不具合が発生しても対処できる者を対象としている。法人を対象とした Insider Program for Business もある。
アップデートは通常通りWindows Updateによって配信されるが、ISOイメージも随時公開されており、これによるアップデートやクリーンインストールを評価する事もできる。
Windows 11 Insider Programは現在以下の4チャネル体制である。
- Canary チャネル
- Dev チャネル
- Beta チャネル
- Release Preview チャネル

Canary チャネルでは、特定のリリースと一致しない最新のビルドを受信する。このため、新機能やOSの改善などをいち早く受け取るが、システム全体が現在開発中のバージョンになるため、重大なバグやその他の問題が発生する可能性がある。

Dev チャネルやBeta チャネルは、特定のリリースバージョンに「有効化パッケージ」を適用したビルドを受け取る形式で、システムの基本部分をリリース版と同じ安定した状態に保ちつつ新機能を試すことが可能。ただし、これらの新機能がリリースされないこともある。

Release Preview チャネルでは、一般に公開される直前の大型アップデートや品質更新プログラムを受け取ることが可能で、比較的安定したバージョンに更新することができる。
| チャネル        | 安定度                                                              | 概要                                                                           |
| --------------- | ------------------------------------------------------------------- | ------------------------------------------------------------------------------ |
| Canary          | 低 (新バージョンの初期にはOS機能でさえ既知の不具合に挙がる事もある) | 特定のリリースとは結びつかず新機能をいち早く試せる                             |
| Dev             | 中                                                                  | 特定のバージョンに基づいたビルドを配信 （2025年6月現在、バージョン25H2）       |
| Beta            | 中                                                                  | 特定のバージョンに基づいたビルドを配信 （2025年6月現在、バージョン24H2ベース） |
| Release Preview | 高（ほぼリリース版と同等）                                          | リリース直前のビルドを配信                                                     |

### テストバージョンの履歴
| テストしたバージョンの履歴 | テストしたバージョンの履歴 | テストしたバージョンの履歴 | テストしたバージョンの履歴 | テストしたバージョンの履歴 |
| 年月                       | Canary                     | Dev                        | Beta                       | Release Preview            |
| -------------------------- | -------------------------- | -------------------------- | -------------------------- | -------------------------- |
| 2021年10月                 | 22H2                       | N/A                        | 21H2                       | 21H2                       |
| 2022年03月                 | 22H2                       | N/A                        | 22H2                       | 21H2                       |
| 2022年05月                 | 24H2                       | N/A                        | 22H2                       | 21H2                       |
| 2022年06月                 | 24H2                       | N/A                        | 22H2                       | 22H2                       |
| 2023年03月                 | 24H2                       | ビルド23000番台            | 22H2                       | 22H2                       |
| 2023年05月                 | 24H2                       | ビルド23000番台            | 23H2                       | 22H2                       |
| 2023年09月                 | 24H2                       | ビルド23000番台            | 23H2                       | 23H2                       |
| 2024年02月                 | 24H2                       | 24H2                       | 23H2                       | 23H2                       |
| 2024年04月                 | ビルド26200番台            | 24H2                       | 23H2                       | 23H2                       |
| 2024年05月                 | ビルド26200番台            | 24H2                       | 23H2                       | 24H2                       |
| 2024年08月                 | ビルド27000番台            | 24H2                       | 23H2                       | 24H2                       |
| 2025年02月                 | ビルド27000番台            | 24H2                       | 24H2                       | 24H2                       |
| 2025年03月                 | ビルド27000番台            | 25H2                       | 24H2                       | 24H2                       |
| 注： 1. 2. 3. 4. 5.        |                            |                            |                            |                            |

## バージョン履歴

### バージョン 21H2
Windows 11の新機能（英語版）とWindows 11で削除された機能一覧（英語版）
Windows 11 の最初のバージョン（開発コードネーム「Sun Valley」）は2021年10月5日にリリースされた。ビルド番号は「22000」である。またこのバージョンは、Microsoftの命名規則「YYHX」に従って遡及的に「バージョン21H2」と名付けられた。最初のプレビュービルドは2021年6月28日、Windows Insider ProgramのDev チャネルに参加しているユーザーへ配信された。主な変更点は次の通りである。
Windows 11の新機能（英語版）から一部引用して記載。
- 再設計された Fluent Design System
  - Windows 11のほとんどのインターフェースは、丸みを帯びた形状、刷新されたアイコン、新しい書体、刷新されたカラーパレットを特徴としている。
  - Windows 11では、デスクトップの壁紙の色に着色された新しい不透明素材の「Mica」が導入された。
- 更新された Fluent Design System の原則に従って、スタートメニューが大幅に再設計された。メニューはデフォルトで中央に移動されたが、左側に戻すオプションが用意されている。Windows 8で導入されたライブ タイル機能は、ピン留めされたアプリのセットと、PC、スマートフォン、 OneDrive など、あらゆる場所から最近開いたファイルやドキュメントを表示する新しいクラウドベースの「おすすめ」セクションに置き換えられた。
- 中央揃えのタスクバー。タスクバー上のWindowsボタンやタスクバー上のアプリは中央揃えになった。Windows 10と同様に左揃えにするオプションが用意されている。タスクバー上のアプリをピン留め、並べ替え、最小化、切り替えるための新しいアニメーションが追加された。
- ファイルエクスプローラーは、 Fluent Design System で更新され、リボンインターフェイスは、改良されたユーザーインターフェイスと Mica 背景を持つ新しいコマンドバーに置き換えられた。角が丸く、テキストが大きく、アクリルを使用した改良されたコンテキストメニューも導入され、その他のオプションを確認 で従来のコンテキストメニューが使用可能になっている。
- 通知センターとクイック設定。 Windows 10 のアクションセンターは、通知センターとクイック設定メニューに置き換えられた。どちらもタスク バーの右下隅からアクセスが可能。通知センターには、ユーザーのすべての通知と 1 か月のカレンダーが含まれており、クイック設定メニューを使用すると、音量、明るさ、 Wi -Fi、Bluetooth、フォーカス アシストなどの一般的な PC 設定をすばやく簡単に管理できる。

このアップデートは、Home、Pro、Pro Education、Pro for Workstationsエディションでは2023年10月10日にサポートが終了した。 また、Enterprise、Enterprise multi-session、IoT Enterprise、Educationエディションは2024年10月8日にサポート終了した。

### バージョン 22H2（2022 Update）
Windows 11 2022 Update （バージョン22H2 、開発コードネームは「Sun Valley 2」）

バージョン 22H2 は、Windows 11に対する最初の大型アップデートで2022年9月20日にリリースされた。安定版のビルド番号は「22621」である。最初のプレビュービルドであるビルド 22449 は、2021年9月2日にDev チャネルのInsiderにリリースされ、2022年3月2日のビルド 22567 以降、バージョン文字列が "Dev" から "22H2" となり、2022年3月23日のビルド 22581 でBeta チャネルにもリリースされた。
主な新機能は次の通りである。
- 再設計されたタスクマネージャーと新しい効率モード機能
- タスクバーにドラッグアンドドロップ機能を再追加
- スナップ レイアウト エクスペリエンスの改善
- 新しいライブ キャプション機能
- 信頼できないアプリケーションをブロックする新しい Smart App Control (SAC) 機能
- 「フォーカスアシスト」機能を「サイレントモード」と「フォーカス」に分割
- 標準搭載アプリとしてClipchampを同梱

Windows 11 バージョン 22H2 に対する最初の機能アップデート（コードネーム "Moment 1"）は、2022年10月18日にビルド22621.675でリリースされ、いくつかの新機能が加えられた。
- 新しいタブ ブラウジング機能と、ファイル エクスプローラーの左側のナビゲーションペインのレイアウトが更新
- 新しいインライン推奨アクション機能
- タスクバーのオーバーフロー機能を再導入
- 組み込みの Windows 共有ウィンドウの改善

Windows 11 バージョン 22H2 に対する2番目の機能アップデート (コードネーム "Moment 2")は、2023年2月28日にビルド22621.1344でリリースされ、いくつかの新機能がさらに加えられた。
- Phone Link アプリでのiOSのサポートを追加
- NPU互換デバイスのクイック設定の新しい Studio Effects セクション
- 再設計されたクイック アシストアプリ
- ウィジェット パネルにサードパーティ アプリのサポートを追加
- タブレットに最適化されたタスクバーを再導入
- Snipping Toolに画面録画機能を追加
- メモ帳アプリにタブのサポートを追加
- ナレーターでの新しい点字ディスプレイと入出力言語のサポート
- 設定アプリの新しいエネルギー推奨ページ
- 設定アプリの更新されたタッチ キーボード オプション
- 新しいタミル アンジャル キーボード
- タスクバーの検索ボックスの再導入

Windows 11 バージョン 22H2 に対する3番目の機能アップデート (コードネーム "Moment 3")は、2023年5月24日にビルド22621.1778でリリースされ、いくつかの新機能が加えられた。
- 設定アプリの新しいプレゼンスセンサーのプライバシー設定
- タスクバー上の新しい VPN アイコン
- スタート メニューのユーザー プロフィール アイコンに通知バッジを表示する機能を追加
- より多くの言語でライブキャプションを導入
- タスクマネージャーでライブカーネルメモリダンプを作成する機能を追加
- Content Adaptive Brightness Control (CABC) をデスクトップ コンピュータとバッテリ駆動デバイスに導入
- 通知トーストの2 要素認証コードをコピーするための新しいコピー ボタン
- 設定アプリの新しいUSB4ハブとデバイス ページ
- 設定アプリに新しいタッチキーボードオプションを再導入
- 新しいマルチアプリキオスクモード
- タスクバーのシステムクロックに秒を表示する機能が再導入
- Bluetooth LE オーディオとLC3コーデックのサポートを追加

Windows 11 バージョン 22H2 に対する4番目の機能アップデート (コードネーム "Moment 4")は、2023年9月26日にリリースされ、いくつかの新機能が加えられた。
- Windows での Copilot の利用可能 (プレビュー段階)
- [スタート] メニューの [推奨] セクションにあるファイルの上にマウスを移動すると、新しいプレビュー ポップアップが表示される。
- クイック設定での新しいボリューム ミキサー エクスペリエンス
- タスクバーボタンを決して結合できない機能が再導入
- システムトレイの時刻と日付を非表示にする機能を追加
- タスクバーのシステムトレイの通知ベルアイコンを更新
- ファイル エクスプローラーの最新化された詳細ペイン、ホームページ、アドレス バー、および検索ボックス
- ファイル エクスプローラーの新しいギャラリー機能
- 追加のアーカイブ ファイル形式 ( 7z、rar、tar )のネイティブ サポートを追加
- 新しい Windows バックアップ アプリ
- OOBE 中にバックアップから復元するための新しい画面
- デスクトップ アプリのバックアップと復元のエクスペリエンスの改善
- Unicode絵文字15のサポートを追加
- COLRv1 カラー形式のサポートを追加
- 新しいナレーターの自然音声 (簡体字中国語、スペイン語 (スペインとメキシコ)、日本語、英語 (イギリスとインド)、フランス語、ポルトガル語、ドイツ語、韓国語)
- 音声アクセスによる新しいテキスト作成エクスペリエンス
- 設定アプリの新しいホームページ
- 再設計された Windows セキュリティ通知ダイアログ

Windows 11 バージョン 22H2 に対する5番目の機能アップデート (コードネーム "Moment 5")は、2024年2月29日にリリースされ、いくつかの新機能が加えられた。
このアップデートは、Home、Pro、Pro Education、Pro for Workstations、SEエディションでは2024年10月8日にサポートが終了した。 また、Enterprise、Enterprise multi-session、IoT Enterprise、Educationエディションは2025年10月14日にサポート終了となる。

### バージョン 23H2（2023 Update）
Windows 11 2023 Update （バージョン23H2とも呼ばれる。）

バージョン 23H2は、Windows 11に対する2回目のメジャーアップデートで2023年10月31日にロールアウトを開始した。

これは、Windows 11 2022 Update の有効化パッケージとして配信され、ビルド番号は「22631」である。最初のプレビューは、2023年5月25日にベータ チャンネルに参加したインサイダーにリリースされた。

このアップデートでは「Moment 4」からの新機能と変更がデフォルトで有効になっている。

ビルド 22631.2048 以降、バージョン文字列は「22H2」から「23H2」に変更された。

Windows 11 バージョン 23H2 に対する最初の機能アップデート (コードネーム "Moment 5")は、2024年2月29日にリリースされ、いくつかの新機能が加えられた。
- Windows の Copilot の改善
- 音声アクセスの改善
  - フランス語、ドイツ語、スペイン語での新しい音声アクセス
  - マルチディスプレイサポートを追加
  - 新しい音声ショートカット機能
- ナレーターでの画像消費エクスペリエンスの強化
- Windows の共有ウィンドウからリンクを共有するための新しい共有ターゲット
- クイック設定のキャスト フライアウトの更新
- スナップレイアウトの新しい提案機能
- Windows 365 ブートと Windows 365 スイッチの改善
- Android モバイルデバイスから Snipping Tool で最近の写真やスクリーンショットを開くように促す新しい通知

このアップデートは、Home、Pro、Pro Education、Pro for Workstations、SEエディションでは2025年11月11日にサポートが終了となる。 また、Enterprise、Enterprise multi-session、IoT Enterprise、Educationエディションは2026年11月10日にサポート終了となる。

### OS ビルド 23000番台
2023年3月6日、Microsoftは、Windows Insider Programのチャネルの再編成を行い、ビルド25000番台を受信していた従来のDev チャネルをCanary チャネルとし、これとは別に、これまでの位置づけとは異なる新たなDev チャネルを設定した。この新Dev チャネルは、ni_prereleaseブランチから23000 番台のビルドを受け取ることになると発表された。この新たなチャネル編成の下でリリースされた最初のビルドであるビルド23403は、2日後にDev チャネルに配信された。
2024年2月8日、Canaryチャネル及びDev チャネルにバージョン 24H2（Windows 11 2024 Update）のプレビュービルドであるビルド 26052 が揃って配信され、ビルド 23000番台のテストは終了した。
| 凡例: | 期限の切れたプレビューバージョン |

| OS ビルド 23000番台（Dev チャネル専用）のプレビュー ビルド | OS ビルド 23000番台（Dev チャネル専用）のプレビュー ビルド | OS ビルド 23000番台（Dev チャネル専用）のプレビュー ビルド | OS ビルド 23000番台（Dev チャネル専用）のプレビュー ビルド |
| OS ビルド                                                  | リリース日                                                 | 有効期限 (ブランチ)                                        | 概要・新機能 |
| ---------------------------------------------------------- | ---------------------------------------------------------- | ---------------------------------------------------------- | --- |
| 23403.1001                                                 | Dev チャネル： 2023年3月8日                                | 有効期限: 2023年9月15日(ni_prerelease)                     | - ファイル エクスプローラーのコンテキスト メニューの新しいアクセス キー ショートカット - ファイル エクスプローラーの新しいファイル推奨機能 - 英語 (米国) のナレーターにMicrosoft Outlookのサポートを追加 |
| 23419.1000                                                 | Dev チャネル： 2023年3月22日                               | 有効期限: 2023年9月15日(ni_prerelease)                     | - 設定アプリの新しいUSB4ハブとデバイス ページ - タスクバーの検索ボックスにBingチャットを統合 |
| 23424.1000                                                 | Dev チャネル： 2023年3月30日                               | 有効期限: 2023年9月15日(ni_prerelease)                     | - 刷新されたウィジェットボード - バッテリー駆動のデバイスに Content Adaptive Brightness Control (CABC) を導入 - 設定アプリの再設計されたホイール デバイス ページ |
| 23430.1000                                                 | Dev チャネル： 2023年4月7日                                | 有効期限: 2023年9月15日(ni_prerelease)                     | - 主に改善及びバグフィックス |
| 23435.1000                                                 | Dev チャネル： 2023年4月15日                               | 有効期限: 2023年9月15日(ni_prerelease)                     | - ファイル エクスプローラーの新しいギャラリー機能 - 設定アプリの新しい人感センサーのプライバシー設定 |
| 23440.1000                                                 | Dev チャネル： 2023年4月19日                               | 有効期限: 2023年9月15日(ni_prerelease)                     | - システムトレイの時刻と日付を非表示にする機能を追加 - タスクバーの検索ボックスの輝きにカーソルを合わせると、検索フライアウトを呼び出す機能が追加されました |
| 23451.1000                                                 | Dev チャネル： 2023年5月4日                                | 有効期限: 2023年9月15日(ni_prerelease)                     | - ファイル エクスプローラーの新しく最新化された詳細ペイン - Windows スポットライトの改善 - Microsoft Excelでの強化されたナレーターのサポート - 新しいFacebookウィジェット - ウィジェット ピッカーの更新 |
| 23466.1001                                                 | Dev チャネル： 2023年5月24日                               | 有効期限: 2023年9月15日(ni_prerelease)                     | - タスクバー ボタンを決して結合しない機能を再導入しました - ReFSに基づく新しい Dev Drive ストレージ ボリューム - 新しい Windows バックアップ アプリ - OOBE 中にバックアップから復元するための新しい画面 - 音声アクセスでの新しいテキスト作成エクスペリエンス - 新しいナレーターの簡体字中国語の自然な音声 - タスクバー上で光る検索ボックスの上にマウスを移動すると、検索フライアウトを呼び出す機能が追加 - 現在のセットの絵文字を更新 - 再設計された Windows セキュリティ通知ダイアログ - 設定アプリの改善 |
| 23471.1000                                                 | Dev チャネル： 2023年6月1日                                | 有効期限: 2023年9月15日(ni_prerelease)                     | - ファイル エクスプローラーのギャラリー ページに新しい [電話の写真を追加] オプションが追加 - 新しいナレーターのスペイン語自然音声 (スペインとメキシコ) - ロック画面のネットワーク ポップアップの再設計 - ファイル エクスプローラーでタブを切り取って結合する機能を追加 |
| 23475.1000                                                 | Dev チャネル： 2023年6月7日                                | 有効期限: 2023年9月15日(ni_prerelease)                     | - 最新化されたファイル エクスプローラーのホームページ - ファイル エクスプローラーの最新のアドレス バーと検索ボックス - 動的照明デバイスを制御するための設定アプリの新しい動的照明ページ - Unicode絵文字15のサポートを追加 |
| 23481.1000                                                 | Dev チャネル： 2023年6月14日                               | 有効期限: 2023年9月15日(ni_prerelease)                     | - Windows Ink 経由で編集フィールドに直接手書き入力する機能を追加しました - ファイル エクスプローラーのフォルダー オプションにあるいくつかの従来のオプションの削除 - 新しいフォーカス セッション ウィジェット |
| 23486.1000                                                 | Dev チャネル： 2023年6月22日                               | 有効期限: 2023年9月15日(ni_prerelease)                     | - パスワードレスのエクスペリエンスの改善 - Windows Hello 経由でアプリや Web サイトにサインインするためにパスキーを登録および使用する機能を追加 - 設定アプリを介してローカルに保存されたパスキーを管理する機能を追加 - ファイル エクスプローラーのフォルダー オプションでのいくつかの従来のオプションの削除をロールバック - 新しいダイナミック照明効果 (ウェーブ、ホイール、グラデーション) - 設定アプリの日付と時刻ページの改善                                                                            |
| 23493.1000                                                 | Dev チャネル： 2023年6月29日                               | 有効期限: 2023年9月15日(ni_prerelease)                     | - Windows Copilot パーソナル アシスタントの早期プレビューが利用可能 - 設定アプリの新しいホームページ - デスクトップ アプリのバックアップと復元のエクスペリエンスの改善 - 追加のアーカイブ ファイル形式 ( 7z、rar、tar )のネイティブ サポートを追加 - クイック設定での新しいボリューム ミキサー エクスペリエンス - 日本語と英語 (英国)の新しいナレーターの自然な音声 |
| 23506.1000                                                 | Dev チャネル： 2023年7月19日                               | 有効期限: 2023年9月15日(ni_prerelease)                     | - Windows Hello for Business による新しいパスワードレス エクスペリエンス - ファイルエクスプローラーの共有ウィンドウの改善 - COLRv1 カラー形式のサポートを追加 - 安全でないパスワードのコピーと貼り付けに関する新しい警告ダイアログ - OOBE 完了後のエクスペリエンスの改善 - 設定アプリの新しい自動カラー管理設定 - Outlook for Windows プレビュープログレッシブ Web アプリを受信トレイ アプリとして含める - メンテナンスのため、設定アプリのホームページが無効化                                            |
| 23511.1000                                                 | Dev チャネル： 2023年7月27日                               | 有効期限: 2023年9月15日(ni_prerelease)                     | - Windows スポットライトの改善 - スナップ レイアウトの新しい提案機能 - [スタート] メニューの [推奨] セクションにあるファイルの上にマウスを移動すると、新しいプレビュー ポップアップが表示される。 - タスクバーのシステムトレイの通知ベルアイコンを更新 - AAD で管理されているデバイスでは Windows Copilot がデフォルトで無効になっている - 設定アプリのホームページが再度有効化 |
| 23516.1000                                                 | Dev チャネル： 2023年8月2日                                | 有効期限: 2023年9月15日(ni_prerelease)                     | - スクリーンキャストエクスペリエンスの改善 - HDR ディスプレイでのJPEG XR HDR 背景のサポートを追加 - サインイン前のロック画面での音声アクセスのサポートを追加 - 新しいナレーターはフランス語、ポルトガル語、英語 (インド)、ドイツ語、韓国語の自然な音声を使用 - プレゼンスセンシングエクスペリエンスの改善 - Microsoft Teams の新しいミニ コミュニケーション エクスペリエンス (無料) - ファイル エクスプローラーの新しい詳細ペインにさらに多くのプロパティ フィールドを追加                                 |
| 23521.1000                                                 | Dev チャネル： 2023年8月10日                               | 有効期限: 2023年9月15日(ni_prerelease)                     | - 設定アプリの他のタスクバーに対して結合しないモードをオンにするための新しい個別の設定 - タスクマネージャーの設定ページが再設計 - AAD 管理デバイスで Windows Copilot がデフォルトで再度有効化 |
| 23526.1000                                                 | Dev チャネル： 2023年8月18日                               | 有効期限: 2024年9月15日(ni_prerelease)                     | - クイック設定のキャスト フライアウトを更新 - ナレーターの改善 |
| 23531.1001                                                 | Dev チャネル： 2023年8月25日                               | 有効期限: 2024年9月15日(ni_prerelease)                     | - 主に改善及びバグフィックス |
| 23536.1000                                                 | Dev チャネル： 2023年8月31日                               | 有効期限: 2024年9月15日(ni_prerelease)                     | - 主に改善及びバグフィックス |
| 23541.1000                                                 | Dev チャネル： 2023年9月8日                                | 有効期限: 2024年9月15日(ni_prerelease)                     | - 主に改善及びバグフィックス |
| 23545.1000                                                 | Dev チャネル： 2023年9月13日                               | 有効期限: 2024年9月15日(ni_prerelease)                     | - 主に改善及びバグフィックス |
| 23550.1000                                                 | Dev チャネル： 2023年9月22日                               | 有効期限: 2024年9月15日(ni_prerelease)                     | - すぐに使用できるエクスペリエンスでの音声アクセスのサポートを追加 |
| 23555.1000                                                 | Dev チャネル： 2023年9月28日                               | 有効期限: 2024年9月15日(ni_prerelease)                     | - 主に改善及びバグフィックス |
| 23560.1000                                                 | Dev チャネル： 2023年10月4日                               | 有効期限: 2024年9月15日(ni_prerelease)                     | - 主に改善及びバグフィックス |
| 23565.1000                                                 | Dev チャネル： 2023年10月11日                              | 有効期限: 2024年9月15日(ni_prerelease)                     | - 主に改善及びバグフィックス |
| 23570.1000                                                 | Dev チャネル： 2023年10月18日                              | 有効期限: 2024年9月15日(ni_prerelease)                     | - 主に改善及びバグフィックス |
| 23575.1001                                                 | Dev チャネル： 2023年10月27日                              | 有効期限: 2024年9月15日(ni_prerelease)                     | - 主に改善及びバグフィックス |
| 23580.1000                                                 | Dev チャネル： 2023年11月1日                               | 有効期限: 2024年9月15日(ni_prerelease)                     | - 主に改善及びバグフィックス |
| 23585.1001                                                 | Dev チャネル： 2023年11月8日                               | 有効期限: 2024年9月15日(ni_prerelease)                     | - 主に改善及びバグフィックス |
| 23590.1000                                                 | Dev チャネル： 2023年11月15日                              | 有効期限: 2024年9月15日(ni_prerelease)                     | - ナレーターでの画像使用エクスペリエンスの強化 - ステップレコーダーの廃止 |
| 23595.1001                                                 | Dev チャネル： 2023年11月29日                              | 有効期限: 2024年9月15日(ni_prerelease)                     | - 新しいウィジェットボードの設定 - Copilot アイコンをタスクバーのシステム トレイの右側に移動 - Windows Ink の一部の編集ボックスでデジタル手書き (インク入力) を使用できる機能を、より多くの言語とロケールに拡張。 |
| 23601.1000                                                 | Dev チャネル： 2023年12月7日                               | 有効期限: 2024年9月15日(ni_prerelease)                     | - Windows 365 ブートと Windows 365 スイッチの改善 - クイック設定のキャスト フライアウトの更新 |
| 23606.1000                                                 | Dev チャネル： 2023年12月13日                              | 有効期限: 2024年9月15日(ni_prerelease)                     | - Windows 音声認識の廃止 |
| 23612.1000                                                 | Dev チャネル： 2024年1月3日                                | 有効期限: 2024年9月15日(ni_prerelease)                     | - ロック画面でのより豊かな天気エクスペリエンス - 音声アクセスの改善 - フランス語、ドイツ語、スペイン語での新しい音声アクセス - マルチディスプレイのサポートを追加しました - 新しい音声ショートカット機能 |
| 23615.1000                                                 | Dev チャネル: 2024年1月11日                                | 有効期限: 2024年9月15日(ni_prerelease)                     | - USB4 Version 2.0サポートを追加 - Windows 共有ウィンドウからURLを共有する機能を追加 |
| 23619.1000                                                 | Dev チャネル: 2024年1月18日                                | 有効期限: 2024年9月15日(ni_prerelease)                     | - Snipping ToolでAndroid端末の最近の写真やスクリーンショットを開くよう促す新しい通知 - スタートメニューから直接、今後のMicrosoft Teams会議を表示し、参加できる機能を追加 |
| 23620.1000                                                 | Dev チャネル: 2024年1月25日                                | 有効期限: 2024年9月15日(ni_prerelease)                     | |
| 注： 1.                                                    |                                                            |                                                            | |

### バージョン 24H2（2024 Update）
Windows 11 2024 Update （バージョン24H2、開発コードネームは「Hudson Valley」）は、Windows 11に対する3回目のメジャーアップデートで2024年10月1日に一般リリースされ、ロールアウトを開始した。安定版のビルド番号は「26100」である。
最初のプレビュービルドであるビルド 25115 は、2022年5月11日にDev チャネルのInsiderにリリースされた。その後、Windows Insider Programのチャネルの再編成が行われ（OS ビルド 23000番台を参照）、本バージョンのテストはCanary チャネルで行われることとなった。

2024年2月8日、それまで「特定のリリースに対応しない」とされていたビルド 25000～26000番台がバージョン 24H2となることが発表され、Dev チャネルとCanary チャネルにビルド 26052 が同時配信された。その後、Canary チャネルのge_prereleaseブランチ（OS ビルド 26200番台）への移行を経て、Dev チャネルもビルド 26120 となったことから、しばらくビルド 26100 はMicrosoft社内部のみでのテストとなったが、2024年5月22日、Release Preview チャネルにビルド 26100.712が配信され、6月15日、Copilot+PC向けに先行リリースされた。
このアップデートは、Home、Pro、Pro Education、Pro for Workstations、SEエディションでは2026年10月13日にサポートが終了となる。また、Enterprise、Enterprise multi-session、IoT Enterprise、Educationエディションは2027年10月12日にサポート終了となる。
なお、OS ビルド 26120は、バージョン 24H2の環境を維持しつつ新機能のテストを行うために設定された、Windows Insider専用のビルドであり、一般向けリリースを目的としたものではない。
| 凡例 | サポート期限が切れたバージョン | サポート中のバージョン | 最新の安定バージョン | 最新のプレビューバージョン |

| Windows 11 バージョン 24H2 のプレビュー ビルド | Windows 11 バージョン 24H2 のプレビュー ビルド             | Windows 11 バージョン 24H2 のプレビュー ビルド | Windows 11 バージョン 24H2 のプレビュー ビルド |
| OS ビルド                                      | リリース日                                                 | 有効期限                                       | 概要・新機能 |
| ---------------------------------------------- | ---------------------------------------------------------- | ---------------------------------------------- | --- |
| 25115.1000                                     | Dev チャネル： 2022年5月11日                               | 有効期限: 2022年9月15日 (rs_prerelease)        | - 新しいインライン推奨アクション機能 |
| 25120.1000                                     | Dev チャネル： 2022年5月18日                               | 有効期限: 2022年9月15日 (rs_prerelease)        | - デスクトップの新しい検索ボックス |
| 25120.1010                                     | Dev チャネル： 2022年5月20日                               | 有効期限: 2022年9月15日 (rs_prerelease)        | - KB5015039 - サービスパイプラインのテスト |
| 25126.1000                                     | Dev チャネル： 2022年5月25日                               | 有効期限: 2022年9月15日 (rs_prerelease)        | - 設定アプリでライセンスされたMicrosoft Office製品の詳細を表示する機能を追加 |
| 25131.1000                                     | Dev チャネル： 2022年6月2日                                | 有効期限: 2022年9月15日 (rs_prerelease)        | - 主に改善及びバグフィックス |
| 25136.1000                                     | Dev チャネル： 2022年6月9日                                | 有効期限: 2022年9月15日 (rs_prerelease)        | - ファイル エクスプローラーの新しいタブ ブラウジング機能 - ファイル エクスプローラーの左側のナビゲーション ペインのレイアウトを更新 - タスクバーのスポーツおよび金融ウィジェットからのライブ更新を表示する機能を追加 |
| 25140.1000                                     | Dev チャネル： 2022年6月15日                               | 有効期限: 2022年9月15日 (rs_prerelease)        | - 主に改善及びバグフィックス |
| 25145.1000                                     | Dev チャネル： 2022年6月22日                               | 有効期限: 2022年9月15日 (rs_prerelease)        | - 設定アプリでOneDrive Standalone 100GB サブスクリプションに関する詳細を表示する機能を追加 |
| 25145.1011                                     | Dev チャネル： 2022年6月24日                               | 有効期限: 2022年9月15日 (rs_prerelease)        | - KB5016159 - サービスパイプラインをテスト |
| 25151.1000                                     | Dev チャネル： 2022年6月29日                               | 有効期限: 2022年9月15日 (rs_prerelease)        | - 主に改善及びバグフィックス |
| 25151.1010                                     | Dev チャネル： 2022年7月1日                                | 有効期限: 2022年9月15日 (rs_prerelease)        | - KB5016322 - サービスパイプラインをテスト |
| 25158.1000                                     | Dev チャネル： 2022年7月13日                               | 有効期限: 2022年9月15日 (rs_prerelease)        | - タスクバーのウィジェットの新しい通知バッジ機能 - タスクバーの再設計された検索エントリ ポイント - メンテナンスのため、デスクトップの新しい検索ボックスを廃止 |
| 25163.1000                                     | Dev チャネル： 2022年7月20日                               | 有効期限: 2022年9月15日 (rs_prerelease)        | - タスクバーのオーバーフロー機能を再導入 - 組み込みの Windows 共有ウィンドウの改善 |
| 25163.1010                                     | Dev チャネル： 2022年7月22日                               | 有効期限: 2022年9月15日 (rs_prerelease)        | - KB5016904 - サービスパイプラインをテスト |
| 25169.1000                                     | Dev チャネル： 2022年7月28日                               | 有効期限: 2022年9月15日 (rs_prerelease)        | - 新しい Windows スポットライト テーマ - 新しいマルチアプリ キオスク モード |
| 25174.1000                                     | Dev チャネル： 2022年8月3日                                | 有効期限: 2022年9月15日 (rs_prerelease)        | - ウィジェット パネルの新しい Game Pass ウィジェット |
| 25174.1010                                     | Dev チャネル： 2022年8月5日                                | 有効期限: 2022年9月15日 (rs_prerelease)        | - KB5017214 - サービスパイプラインをテスト |
| 25179.1000                                     | Dev チャネル： 2022年8月10日                               | 有効期限: 2022年9月15日 (rs_prerelease)        | - 新しいタミル アンジャル キーボードを追加 |
| 25182.1000                                     | Dev チャネル： 2022年8月17日                               | 有効期限: 2023年9月15日 (rs_prerelease)        | - 主に改善及びバグフィックス |
| 25182.1010                                     | Dev チャネル： 2022年8月22日                               | 有効期限: 2023年9月15日 (rs_prerelease)        | - KB5017600 - サービスパイプラインをテスト |
| 25188.1000                                     | Dev チャネル： 2022年8月24日                               | 有効期限: 2023年9月15日 (rs_prerelease)        | - タッチキーボードの設定を更新 - 既定のターミナルアプリを「Windows ターミナル」に更新 |
| 25193.1000                                     | Dev チャネル： 2022年9月1日                                | 有効期限: 2023年9月15日 (rs_prerelease)        | - 設定アプリでXboxサブスクリプションの詳細を表示する機能を追加 - 新しい点字ディスプレイとナレーターでの入出力言語のサポート |
| 25197.1000                                     | Dev チャネル： 2022年9月8日                                | 有効期限: 2023年9月15日 (rs_prerelease)        | - タブレットに最適化されたタスクバーを再導入 - 設定アプリの新しいアニメーション アイコン - 設定アプリの再設計されたスタートアップおよびアプリ実行エイリアス ページ |
| 25201.1000                                     | Dev チャネル： 2022年9月14日                               | 有効期限: 2023年9月15日 (rs_prerelease)        | - ウィジェットの新しい拡張ビュー - Game Pass ウィジェットの更新 - メンテナンスのため、タスクバーの再設計された検索の新しいビジュアルのテストを終了し元のデザインへロールバック。 |
| 25206.1000                                     | Dev チャネル： 2022年9月21日                               | 有効期限: 2023年9月15日 (rs_prerelease)        | - 再設計された [アプリケーションから開く] ダイアログ ボックスが開発チャネルのすべてのInsiderで利用可能。 - ダイナミック リフレッシュ レート エクスペリエンスを、サポートされている外部ディスプレイに拡張。 - SMB 認証レート リミッタの動作の変更。 |
| 25211.1001                                     | Dev チャネル： 2022年9月29日                               | 有効期限: 2023年9月15日 (rs_prerelease)        | - ウィジェット設定の拡張 - タスクバーのコンテキストメニューに新しいタスクマネージャー項目を追加 - タブレット向けに最適化されたタスクバーのトレイ アイコンを再配置するための予備的なサポートを追加。 |
| 25211.1010                                     | Dev チャネル： 2022年10月3日                               | 有効期限: 2023年9月15日 (rs_prerelease)        | - KB5019342 - サービスパイプラインをテスト |
| 25217.1000                                     | Dev チャネル： 2022年10月6日                               | 有効期限: 2023年9月15日 (rs_prerelease)        | - 簡体字中国語 IME のクラウドおよび統合検索候補の改善 - メンテナンスのため、設定アプリの新しいタッチ キーボード オプションのテストを終了し変更前に戻す。 |
| 25217.1010                                     | Dev チャネル： 2022年10月10日                              | 有効期限: 2023年9月15日 (rs_prerelease)        | - KB5019765 - サービスパイプラインをテスト |
| 25227.1000                                     | Dev チャネル： 2022年10月19日                              | 有効期限: 2023年9月15日 (rs_prerelease)        | - ウィジェット ボードの更新 - 新しいアイコンで再設計されたヘッダー - ヘッダーを別の位置に表示する機能を追加 - [スタート] メニューのユーザー プロファイル アイコンに通知バッジを表示する機能を追加 |
| 25227.1010                                     | Dev チャネル： 2022年10月21日                              | 有効期限: 2023年9月15日 (rs_prerelease)        | - KB5020539 - サービスパイプラインをテスト |
| 25231.1000                                     | Dev チャネル： 2022年10月27日                              | 有効期限: 2023年9月15日 (rs_prerelease)        | - 一部のInsiderのみにロールアウトされていた下記の機能をDev チャネルのすべての Windows Insider にロールアウト - タブレットに最適化されたタスクバーを再導入（ビルド 25197でロールアウト開始） - タブレット向けに最適化されたタスクバーのトレイ アイコンを再配置するための予備的なサポートを追加（ビルド 25211でロールアウト開始） - 簡体字中国語 IME のクラウドおよび統合検索候補の改善（ビルド 25217でロールアウト開始） |
| 25236.1000                                     | Dev チャネル： 2022年11月2日                               | 有効期限: 2023年9月15日 (rs_prerelease)        | - 主に改善及びバグフィックス |
| 25236.1010                                     | Dev チャネル： 2022年11月4日                               | 有効期限: 2023年9月15日 (rs_prerelease)        | - KB5021116 - サービスパイプラインをテスト |
| 25247.1000                                     | Dev チャネル： 2022年11月18日                              | 有効期限: 2023年9月15日 (rs_prerelease)        | - NPU互換デバイスのクイック設定の新しい Studio Effects セクション - 設定アプリの新しいエネルギー推奨ページ - 検索の可能性があるコピーされたテキストの推奨されるアクションを更新 - 設定アプリの [アカウント] ページの下にある新しい統合ストレージ クォータ バー - [スタート] メニューの [おすすめ] セクションに、おすすめの一般的な Web サイトを表示する機能を追加 - タスクバーのシステム クロックに秒を表示する機能を再導入 - タスク マネージャーの更新 - 新しいプロセス フィルタリング機能 - カスタムテーマのサポートを追加 - アプリ内ダイアログのテーマ サポートを追加 - 改善された効率モード ダイアログ - フランス語の新しい標準キーボード レイアウト ( AZERTYおよびBÉPO ) - タッチキーボードのアイコンオプションを変更                                                                |
| 25252.1000                                     | Dev チャネル： 2022年11月28日                              | 有効期限: 2023年9月15日 (rs_prerelease)        | - タスクバーの再設計された検索エントリ ポイントの再導入 |
| 25252.1010                                     | Dev チャネル： 2022年12月1日                               | 有効期限: 2023年9月15日 (rs_prerelease)        | - KB5021855 - サービスパイプラインをテスト |
| 25262.1000                                     | Dev チャネル： 2022年12月9日                               | 有効期限: 2023年9月15日 (rs_prerelease)        | - ウィジェット ボードのサインイン要件を削除 |
| 25267.1000                                     | Dev チャネル： 2022年12月14日                              | 有効期限: 2023年9月15日 (rs_prerelease)        | - タスクバーの検索ボックスの角が丸くなった。 - Windows ファイアウォールのセキュリティ警告ダイアログの再設計 |
| 25272.1000                                     | Dev チャネル： 2023年1月5日                                | 有効期限: 2023年9月15日 (rs_prerelease)        | - メンテナンスのために、ビルド25247で実装された推奨アクションを削除 |
| 25276.1000                                     | Dev チャネル： 2023年1月12日                               | 有効期限: 2023年9月15日 (rs_prerelease)        | - [スタート] メニューの検索ボックスを更新し、より角を丸いデザインへ更新 - プログラム互換性アシスタント ダイアログの再設計 - メンテナンスのために再設計された Windows ファイアウォールのセキュリティ警告ダイアログを一時無効化 |
| 25281.1000                                     | Dev チャネル： 2023年1月19日                               | 有効期限: 2023年9月15日 (rs_prerelease)        | - Windows スポットライトの改善 - 設定アプリのグラフィック設定ページを再設計 |
| 25284.1000                                     | Dev チャネル： 2023年1月25日                               | 有効期限: 2023年9月15日 (rs_prerelease)        | - 外部アプリのウィジェットの提供を開始へ - 新しい「Messenger」ウィジェットのプレビュー版が利用可能 |
| 25290.1000                                     | Dev チャネル： 2023年2月1日                                | 有効期限: 2023年9月15日 (rs_prerelease)        | - 新しいSpotifyおよびPhone Linkウィジェット - [スタート] メニューのユーザー プロファイル アイコンの通知バッジを更新 |
| 25290.1010                                     | Dev チャネル： 2023年2月7日                                | 有効期限: 2023年9月15日 (rs_prerelease)        | - KB5023446 - サービスパイプラインのテスト |
| 25295.1000                                     | Dev チャネル： 2023年2月9日                                | 有効期限: 2023年9月15日 (rs_prerelease)        | - 通知トーストで2 要素認証コードをコピーするための新しいコピーボタン |
| 25300.1000                                     | Dev チャネル： 2023年2月15日                               | 有効期限: 2023年9月15日 (rs_prerelease)        | - より多くの言語で自動字幕起こしを導入 |
| 25309.1000                                     | Dev チャネル： 2023年3月2日                                | 有効期限: 2023年9月15日 (rs_prerelease)        | - クイック設定の新しいボリューム ミキサー エクスペリエンス - 設定アプリに新しいタッチ キーボード オプションを再導入 - 設定アプリの新しい自動色管理設定 - スナップ レイアウトの更新 - 音声アクセスの改善 - 簡体字中国語の手書き認識エンジンの改善 - タスクバーのウィジェット用の新しいテーマ対応アイコン - メンテナンスのため、ビルド 25281 の Windows スポットライトへの更新をロールバック |
| 25314.1000                                     | Canary チャネル： 2023年3月8日                             | 有効期限: 2023年9月15日 (rs_prerelease)        | - ファイル エクスプローラーのコンテキスト メニューの新しいアクセス キー ショートカット - ファイル エクスプローラーの新しいファイル推奨機能 - Windows セキュリティの新しいローカル セキュリティ機関 (LSA) 保護 - 英語 (米国) 言語のナレーターにMicrosoft Outlookのサポートを追加 - デフォルトでリモート メールスロット プロトコル (RMP) を無効化 |
| 25314.1010                                     | Canary チャネル： 2023年3月10日                            | 有効期限: 2023年9月15日 (rs_prerelease)        | - KB5025135 - サービスパイプラインをテスト |
| 25324.1000                                     | Canary チャネル： 2023年3月23日                            | 有効期限: 2023年9月15日 (rs_prerelease)        | - 刷新されたウィジェットボード - タスクバーの検索ボックスにBingチャットを統合 - 設定アプリの新しいUSB4ハブとデバイス ページ - 安全でないパスワードのコピー アンド ペーストに関する新しい警告ダイアログ - SHA-3ファミリーのハッシュ関数と SHA-3 派生関数のサポートを追加 |
| 25324.1011                                     | Canary チャネル： 2023年3月24日                            | 有効期限: 2023年9月15日 (rs_prerelease)        | - KB5025849 - サービスパイプラインをテスト |
| 25330.1000                                     | Canary チャネル： 2023年3月30日                            | 有効期限: 2023年9月15日 (rs_prerelease)        | - 設定アプリの再設計されたホイール デバイス ページ |
| 25336.1000                                     | Canary チャネル： 2023年4月7日                             | 有効期限: 2023年9月15日 (rs_prerelease)        | - 主に改善及びバグフィックス |
| 25336.1010                                     | Canary チャネル： 2023年4月11日                            | 有効期限: 2023年9月15日 (rs_prerelease)        | - KB5026292 - サービスパイプラインをテスト |
| 25346.1001                                     | Canary チャネル： 2023年4月19日                            | 有効期限: 2023年9月15日 (rs_prerelease)        | - バッテリー駆動のデバイスに Content Adaptive Brightness Control (CABC) を導入 - リモート デスクトップ セッションの接続バーを再設計 - 設定アプリの新しい人感センサーのプライバシー設定 - 再設計された Windows ファイアウォールのセキュリティ警告ダイアログの再導入 |
| 25352.1                                        | Canary チャネル： 2023年4月28日                            | 有効期限: 2023年9月15日 (zn_release)           | - ウィジェット ピッカーの更新 |
| 25357.1                                        | Canary チャネル： 2023年5月4日                             | 有効期限: 2023年9月15日 (zn_release)           | - 新しいFacebookウィジェット |
| 25370.1                                        | Canary チャネル： 2023年5月22日                            | 有効期限: 2023年9月15日 (zn_release)           | - ARM ビルド上の Windows 11 上の Hyper-V での vTPM のサポートを追加 |
| 25375.1                                        | Canary チャネル： 2023年5月25日                            | 有効期限: 2023年9月15日 (zn_release)           | - ARM ビルド上の Windows 11 でMicrosoft Endpoint DLPのサポートを追加 |
| 25381.1                                        | Canary チャネル： 2023年6月2日                             | 有効期限: 2023年9月15日 (zn_release)           | - Enterprise エディションで、デフォルトですべての接続に対する SMB 署名要件を有効化 |
| 25381.1200                                     | Canary チャネル： 2023年6月6日                             | 有効期限: 2023年9月15日 (zn_release)           | - KB5027849 - サービスパイプラインをテスト |
| 25387.1                                        | Canary チャネル： 2023年6月7日                             | 有効期限: 2023年9月15日 (zn_release)           | |
| 25387.1200                                     | Canary チャネル： 2023年6月9日                             | 有効期限: 2023年9月15日 (zn_release)           | - KB5027849 - サービスパイプラインをテスト |
| 25393.1                                        | Canary チャネル： 2023年6月14日                            | 有効期限: 2023年9月15日 (zn_release)           | |
| 25905.1000                                     | Canary チャネル： 2023年7月12日                            | 有効期限: 2023年9月15日 (rs_prerelease)        | - Rustプログラミング言語での重要なカーネル機能の初期実装 - ARM32 UWP アプリケーションのサポートの廃止 - New PostAuthenticationAction Windows LAPS で個々のプロセスを終了するための新しいグループ ポリシーのサポート - COLRv1 カラー形式のサポートを追加 - ReFSに基づく新しい Dev Drive ストレージ ボリューム - 新しい Windows バックアップ アプリ - 動的照明デバイスを制御するための設定アプリの新しい動的照明ページ - Pro エディションと Education エディションでは、すべての接続に対して SMB 署名要件がデフォルトで有効化 - Windows Update から PC を回復する機能を追加 |
| 25915.1000                                     | Canary チャネル： 2023年7月27日                            | 有効期限: 2023年9月15日 (rs_prerelease)        | - 最新化された詳細ペイン、ホーム ページ、ファイル エクスプローラーのアドレス バーおよび検索ボックス - タスクバーボタンを決して結合できない機能が再導入 - パスワードレスのエクスペリエンスの改善 - Windows Hello 経由でアプリや Web サイトにサインインするためにパスキーを登録および使用する機能を追加 - 設定アプリを介してローカルに保存されたパスキーを管理する機能を追加 - Outlook for Windows プレビュープログレッシブ Web アプリを受信トレイ アプリとして含める - リフレッシュ レート ロジックが改善され、異なるモニターで異なるリフレッシュ レートを使用可能 - ダイナミック リフレッシュ レートとバッテリー セーバーが有効になっている場合に、低いリフレッシュ レートを維持するサポートを追加                                                                                        |
| 25921.1000                                     | Canary チャネル： 2023年8月4日                             | 有効期限: 2023年9月15日 (rs_prerelease)        | - HDR ディスプレイでのJPEG XR HDR 背景のサポートを追加 - [スタート] メニューの [推奨] セクションにあるファイルの上にマウスを移動すると、新しいプレビュー ポップアップが表示される - Microsoft Teams の新しいミニ コミュニケーション エクスペリエンス (無料) - タスクビューでデスクトップを切り替えるとラベルを表示される |
| 25926.1000                                     | Canary チャネル： 2023年8月9日                             | 有効期限: 2023年9月15日 (rs_prerelease)        | - スクリーンキャストエクスペリエンスの改善 - タスクバーのシステムトレイの通知ベルアイコンを更新 - 設定アプリ経由でカラーフィルターの強度とカラーブーストを調整するオプションを追加 |
| 25931.1000                                     | Canary チャネル： 2023年8月16日                            | 有効期限: 2024年9月15日 (rs_prerelease)        | - Unicode絵文字15のサポートを追加 - サインイン前のロック画面での音声アクセスのサポートを追加 - ファイル エクスプローラーの新しい詳細ペインにさらに多くのプロパティ フィールドを追加 |
| 25931.1010                                     | Canary チャネル： 2023年8月21日                            | 有効期限: 2024年9月15日 (rs_prerelease)        | - KB5030120 - サービスパイプラインをテスト |
| 25936.1000                                     | Canary チャネル： 2023年8月25日                            | 有効期限: 2024年9月15日 (rs_prerelease)        | - OOBE 完了後のエクスペリエンスの改善 - タスクマネージャーの設定ページが再設計された |
| 25941.1000                                     | Canary チャネル： 2023年8月31日                            | 有効期限: 2024年9月15日 (rs_prerelease)        | - ダイナミック リフレッシュ レートをトグルで変更可能に |
| 25947.1000                                     | Canary チャネル： 2023年9月7日                             | 有効期限: 2024年9月15日 (rs_prerelease)        | - 主に改善及びバグフィックス |
| 25951.1000                                     | Canary チャネル： 2023年9月13日                            | 有効期限: 2024年9月15日 (rs_prerelease)        | - SMB クライアントのリモート送信接続の NTLM をブロックするサポートを追加 - SMB サーバーがネゴシエートする SMB 2 および 3 方言を制御するためのサポートが追加 |
| 25951.1010                                     | Canary チャネル： 2023年9月15日                            | 有効期限: 2024年9月15日 (rs_prerelease)        | - KB5031089 - サービスパイプラインをテスト |
| 25967.1000                                     | Canary チャネル： 2023年10月5日                            | 有効期限: 2024年9月15日 (rs_prerelease)        | - 設定アプリのホームページを一新 - Cortanaを削除 |
| 25967.1010                                     | Canary チャネル： 2023年10月10日                           | 有効期限: 2024年9月15日 (rs_prerelease)        | - KB5032106 - サービスパイプラインをテスト |
| 25977.1000                                     | Canary チャネル： 2023年10月18日                           | 有効期限: 2024年9月15日 (rs_prerelease)        | - Bluetooth Low Energy Audio (LE Audio) 仕様のサポートを追加 - 新しい場所へのアクセス プロンプト - SMB over QUIC でのクライアント アクセス制御オプションのサポート |
| 25982.1000                                     | Canary チャネル： 2023年10月25日                           | 有効期限: 2024年9月15日 (rs_prerelease)        | - Copilotの搭載（プレビュー段階） - すべてのアウトバウンド SMB クライアント接続の暗号化を要求するためのサポートを追加 - ネットワーク指定リゾルバー (DNR) の検出に対するクライアント側のサポートを追加 - Windows 上でアクションと API をコピーするための ReFS ブロック クローニングのネイティブ サポートを追加 |
| 25987.1000                                     | Canary チャネル： 2023年11月1日                            | 有効期限: 2024年9月15日 (rs_prerelease)        | - 設定アプリの配信の最適化ページの再設計 - PNG ファイルのメタデータの表示と編集のサポートを追加 |
| 25992.1000                                     | Canary チャネル： 2023年11月8日                            | 有効期限: 2024年9月15日 (rs_prerelease)        | - 7z および tar アーカイブの作成のサポートを追加 - スナップ レイアウトの新しい提案機能 - SMB ファイアウォール ルールの変更 - NTLM 使用に対する SMB NTLM ブロック例外リストの指定のサポートを追加 - SMB 代替ネットワーク ポートのサポートを追加 - SMB over QUIC クライアント アクセス制御のサブジェクト代替名を持つ証明書の使用のサポートを追加 |
| 25997.1000                                     | Canary チャネル： 2023年11月15日                           | 有効期限: 2024年9月15日 (rs_prerelease)        | - 主に改善及びバグフィックス |
| 25997.1010                                     | Canary チャネル： 2023年11月17日                           | 有効期限: 2024年9月15日 (rs_prerelease)        | - KB5033524 - サービスパイプラインをテスト |
| 26002.1000                                     | Canary チャネル： 2023年11月29日                           | 有効期限: 2024年9月15日 (rs_prerelease)        | - 新しいウィジェットボードの設定 - クイック設定と設定アプリの新しい省エネ切り替え - クイック設定の改善 |
| 26002.1010                                     | Canary チャネル： 2023年12月5日                            | 有効期限: 2024年9月15日 (rs_prerelease)        | - KB5033735 - サービスパイプラインをテスト |
| 26010.1000                                     | Canary チャネル： 2023年12月7日                            | 有効期限: 2024年9月15日 (rs_prerelease)        | - Microsoft Tips アプリの廃止 |
| 26010.1010                                     | Canary チャネル： 2023年12月12日                           | 有効期限: 2024年9月15日 (rs_prerelease)        | - KB5034015 - サービスパイプラインをテスト |
| 26016.1000                                     | Canary チャネル： 2023年12月13日                           | 有効期限: 2024年9月15日 (rs_prerelease)        | - 新しい Windows 保護印刷モード |
| 26016.1012                                     | Canary チャネル： 2023年12月15日                           | 有効期限: 2024年9月15日 (rs_prerelease)        | - KB5034402 - サービスパイプラインをテスト |
| 26020.1000                                     | Canary チャネル： 2024年1月3日                             | 有効期限: 2024年9月15日 (rs_prerelease)        | - 音声アクセスの改善 - フランス語、ドイツ語、スペイン語での新しい音声アクセス - マルチディスプレイのサポートを追加 - 新しい音声ショートカット機能 - Windows 音声認識、ワードパッド、Peopleアプリを非推奨化 |
| 26040.1000                                     | Canary チャネル： 2024年1月26日                            | 有効期限: 2024年9月15日 (rs_prerelease)        | |
| 26052.1000                                     | Canary チャネル: 2024年2月8日                              | 有効期限: 2024年9月15日 (ge_release)           | - Windows版Sudoの搭載 - 設定機能の改善 - オーディオ設定、環境音など、補聴器を管理するための新しい項目が追加 - 新しい色の管理ページ - 新しいマイクテストユーティリティ - ストレージスペースのページを更新 - タスクバーのCopilotアイコンに新しいCopilotアクションメニューが追加 - テキストや画像ファイルをコピーした後に、Copilotアイコンの外観を変更し、アニメーション化する機能を追加 - レジストリにおける現在選択されているキーとその子孫への検索の制限をサポート - カメラ機能でWi-Fiの詳細が記載されたQRコードをスキャンし、Wi-Fiネットワークに素早く接続する機能を追加 - 電力系統予測APIの導入 - 暗号APIに仮想化ベースのセキュリティ（VBS）による鍵保護機能を追加：次世代(CNG)Framework - Windows Mixed Reality及びOfficeとEdgeのMicrosoft Defender Application Guard (MDAG)を非推奨化 |
| 26052.1100                                     | Dev チャネル: 2024年2月8日                                 | 有効期限: 2024年9月15日 (ge_release)           | - KB5035384 - ビルド26052.1000と同一内容 |
| 26058.1000                                     | Canary チャネル: 2024年2月14日                             | 有効期限: 2024年9月15日 (ge_release)           | - 新しいマウスポインタインジケータアクセシビリティ機能 - ウィジェットボードの改善 - ウィジェットの新しい通知バッジ - Copilotの改善 - 新しい組込み機能 - 新しいPower Automateプラグイン |
| 26058.1100                                     | Dev チャネル: 2024年2月14日                                | 有効期限: 2024年9月15日 (ge_release)           | - KB5036078 - ビルド26058.1000と同一内容 |
| 26058.1300                                     | Dev チャネル: 2024年2月22日                                | 有効期限: 2024年9月15日 (ge_release)           | - KB5036082 |
| 26058.1400                                     | Dev チャネル: 2024年2月22日                                | 有効期限: 2024年9月15日 (ge_release)           | このアップデートは仮想化ベースのセキュリティ（VBS）が有効になっているAMD64デバイスでのみ使用可能 - KB5036080 |
| 26063.1                                        | Canary チャネル: 2024年2月22日                             | 有効期限: 2024年9月15日 (ge_release)           | - Dev チャネルにはこのビルドのかわりに上記のビルド26058.1300が配信された。 |
| 26080.1                                        | Canary チャネル: 2024年3月13日                             | 有効期限: 2024年9月15日 (ge_release)           | - Microsoft Teamsへの更新 - WindowsでCopilotを通常のアプリケーションウィンドウにドッキング解除する機能を追加 |
| 26080.1100                                     | Dev チャネル: 2024年3月13日                                | 有効期限: 2024年9月15日 (ge_release)           | - KB5037133 - ビルド26080.1と同一内容 |
| 26080.1201                                     | Dev チャネル: 2024年3月15日                                | 有効期限: 2024年9月15日 (ge_release)           | - KB5037135 |
| 26080.1300                                     | Dev チャネル: 2024年3月18日                                | 有効期限: 2024年9月15日 (ge_release)           | - KB5037139 |
| 26080.1400                                     | Dev チャネル: 2024年3月18日                                | 有効期限: 2024年9月15日 (ge_release)           | このアップデートは仮想化ベースのセキュリティ（VBS）が有効になっているAMD64デバイスでのみ使用可能 - KB5037140 |
| 26085.1                                        | Canary チャネル: 2024年3月20日 Dev チャネル: 2024年3月20日 | 有効期限: 2024年9月15日 (ge_release)           | - メンテナンスのためマウスポインタインジケータアクセシビリティ機能（ビルド 26058 で導入）を無効化 - SMBプロトコルの変更 - グループポリシーとPowerShellでSMB over QUICクライアントを無効にする機能を追加 - 新しいSMB over QUICクライアント接続監査機能を追加 - 新しいSMB署名と暗号化の監査機能 |
| 26090.1                                        | Canary チャネル: 2024年3月28日 Dev チャネル: 2024年3月28日 | N/A                                            | |
| 26090.112                                      | Dev チャネル: 2024年3月29日                                | N/A                                            | - KB5037477 |
| 26100.1                                        | Canary チャネル: 2024年4月3日 Dev チャネル: 2024年4月3日   | N/A                                            | |
| 26100.268                                      | Dev チャネル: 2024年4月26日                                | N/A                                            | - KB5036908 - セキュリティの強化 - Dev チャネルは5月3日にビルド 26120へ移行したため、このビルドからビルド26100.560以降のビルドに移行することはない。 |
| 26100.560                                      | Release Preview チャネル: 2024年5月22日                    | N/A                                            | - KB5037783 - ISOファイルのみでのリリース。Windows Updateを使用すると、下のビルド26100.712がインストールされる。 |
| 26100.712                                      | Release Preview チャネル: 2024年5月22日                    | N/A                                            | - KB5037840 - 6月7日に配信が停止された。理由は不明。 |
| 26100.863                                      | Release Preview チャネル: 2024年6月15日                    | N/A                                            | - KB5039239 - このビルドよりバージョン 24H2の配信を再開。 - 同日、Copilot+ PC向けにもリリース。 |
| 26100.994                                      | Release Preview チャネル: 2024年6月20日                    | N/A                                            | - KB5039304 |
| 26100.1000                                     | Release Preview チャネル: 2024年6月28日                    | N/A                                            | - KB5039304 - 同日、Copilot+ PC向けにもリリース。 |
| 26100.1150                                     | Release Preview チャネル: 2024年7月9日                     | N/A                                            | - KB5040435 - 同日、Copilot+ PC向けにもリリース。 |
| 26100.1297                                     | Release Preview チャネル: 2024年7月25日                    | N/A                                            | - KB5040529 |
| 26100.1301                                     | Release Preview チャネル: 2024年7月30日                    | N/A                                            | - KB5040529 - 同日、Copilot+ PC向けにもリリース。 |
| 26100.1457                                     | Release Preview チャネル: 2024年8月13日                    | N/A                                            | - KB5041571 - 同日、Copilot+ PC向けにもリリース。 |
| 26100.1586                                     | Release Preview チャネル: 2024年8月19日                    | N/A                                            | - KB5041865 |
| 26100.1591                                     | Release Preview チャネル: 2024年8月27日                    | N/A                                            | - KB5041865 - 同日、Copilot+ PC向けにもリリース。 |
| OS ビルド                                      | リリース日                                                 | 有効期限                                       | 概要・新機能 |
| ノート： 1. 2.                                 |                                                            |                                                | |

| Windows 11 バージョン 24H2 の公開後の更新プログラム | Windows 11 バージョン 24H2 の公開後の更新プログラム | Windows 11 バージョン 24H2 の公開後の更新プログラム                   | Windows 11 バージョン 24H2 の公開後の更新プログラム |
| OS ビルド                                           | KB番号                                              | リリース日                                                            | 備考 |
| --------------------------------------------------- | --------------------------------------------------- | --------------------------------------------------------------------- | --- |
| 26100.1742                                          | KB5043080                                           | Release Preview チャネル: 2024年9月10日 一般リリース: 2024年10月1日   | - Copilot+ PC向けには9月10日リリース。 |
| 26100.1876                                          | KB5043178                                           | Release Preview チャネル: 2024年9月23日                               | |
| 26100.1882                                          | KB5043178                                           | Release Preview チャネル: 2024年9月30日                               | - 同日、Copilot+ PC向けにもリリース。 |
| 26100.2033                                          | KB5044284                                           | Release Preview チャネル: 2024年10月8日 一般リリース: 2024年10月8日   | - セキュリティの強化 |
| 26100.2152                                          | KB5044384                                           | Release Preview チャネル: 2024年10月10日                              | |
| 26100.2161                                          | KB5044384                                           | Release Preview チャネル: 2024年10月24日 一般リリース: 2024年10月24日 | |
| 26100.2314                                          | KB5044284                                           | Release Preview チャネル: 2024年11月12日 一般リリース: 2024年11月12日 | - セキュリティの強化 |
| 26100.2448                                          | KB5046740                                           | Release Preview チャネル: 2024年11月14日                              | - システムトレイの日付/時刻表示を簡略化 - ナレーターの改善 - その他多数の新機能並びに改善及びバグフィックス |
| 26100.2454                                          | KB5046740                                           | Release Preview チャネル: 2024年11月19日 一般リリース: 2024年11月21日 | - 上記ビルド26100.2448の各新機能の一般リリース |
| 26100.2605                                          | KB5048667                                           | Release Preview チャネル: 2024年12月10日 一般リリース: 2024年12月10日 | - セキュリティの強化 |
| 26100.2894                                          | KB5050009                                           | Release Preview チャネル: 2025年1月14日 一般リリース: 2025年1月14日   | - セキュリティの強化 |
| 26100.3025                                          | KB5050094                                           | Release Preview チャネル: 2025年1月25日                               | - タスク バーでアイコンにカーソルを合わせると表示されるプレビューの改善 - エクスプローラーの改善 - バグフィックス |
| 26100.3037                                          | KB5050094                                           | Release Preview チャネル: 2025年1月31日 一般リリース: 2025年1月31日   | - 上記ビルド26100.3025の各新機能の一般リリース |
| 26100.3194                                          | KB5051987                                           | Release Preview チャネル: 2025年2月11日 一般リリース: 2025年2月11日   | - セキュリティの強化 |
| 26100.3321                                          | KB5052093                                           | Release Preview チャネル: 2025年2月18日                               | - 共有されたファイルにタスクバーのジャンプリストから素早くアクセス - その他、Windows スポットライト、ロック画面、ナレーター、エクスプローラー、HTML Help Viewer、カメラ、PC Game Passに関する改善 - バグフィックス |
| 26100.3323                                          | KB5052093                                           | Release Preview チャネル: 2025年2月25日 一般リリース: 2025年2月25日   | - 上記ビルド26100.3321の内容の一般リリース |
| 26100.3476                                          | KB5053598                                           | Release Preview チャネル: 2025年3月11日 一般リリース: 2025年3月11日   | - セキュリティの強化 |
| 26100.3613                                          | KB5053656                                           | Release Preview チャネル: 2025年3月18日                               | - ライブキャプション機能の強化 - タッチ式のゲームパッド キーボード レイアウトを導入 - 設定アプリの [システム]＞[バージョン情報]ページの内容を改善 - その他改善及びバグフィックス |
| 26100.3624                                          | KB5053656                                           | Release Preview チャネル: 2025年3月24日 一般リリース: 2025年3月27日   | - ARM64のCopilot+ PC向けに、ファイル名の入力なしに自分の言葉でPC上のファイルやクラウド上の画像を検索できる新機能をリリース - その他、上記ビルド26100.3613の内容の一般リリース |
| 26100.3775                                          | KB5055523                                           | Release Preview チャネル: 2025年4月8日 一般リリース: 2025年4月8日     | - セキュリティの強化 |
| 26100.3902                                          | KB5055627                                           | Release Preview チャネル: 2025年4月10日                               | - リコール (プレビュー)、Click to Do (プレビュー) のリリース - ビルド26100.3624で配信されたCopilot+ PC向けファイル検索機能をx64アーキテクチャのデバイスに拡大 - その他改善及びバグフィックス |
| 26100.3909                                          | KB5055627                                           | Release Preview チャネル: 2025年4月18日                               | - バグフィックス |
| 26100.3915                                          | KB5055627                                           | Release Preview チャネル: 2025年4月25日 一般リリース: 2025年4月25日   | - 上記ビルド26100.3902の内容の一般リリース |
| 26100.4061                                          | KB5058411                                           | Release Preview チャネル: 2025年5月13日 一般リリース: 2025年5月13日   | - セキュリティの強化 |
| 26100.4066                                          | KB5061977                                           | 一般リリース: 2025年5月27日                                           | - バグフィックス |
| 26100.4188                                          | KB5058499                                           | Release Preview チャネル: 2025年5月19日                               | - Click to Do に対するインテリジェントテキストアクションの導入その他の機能強化 - Copilotを呼び出すための新たなショートカットキー - Microsoft Intuneに省エネ機能を追加 - 自分の言葉で設定項目を検索 - 設定アプリの [システム]＞[バージョン情報] ページに「よくある質問」節を追加 - 音声入力の際に不適切な発言を自動でフィルタリング - その他改善及びバグフィックス |
| 26100.4202                                          | KB5058499                                           | Release Preview チャネル: 2025年5月27日 一般リリース: 2025年5月28日   | - 上記ビルド26100.4188の内容の一般リリースと追加のバグフィックス |
| 26100.4349                                          | KB5060842                                           | Release Preview チャネル: 2025年6月10日 一般リリース: 2025年6月10日   | - セキュリティの強化 |
| 26100.4351                                          | KB5063060                                           | Release Preview チャネル: 2025年6月11日 一般リリース: 2025年6月11日   | - バグフィックス |
| 26100.4482                                          | KB5060829                                           | Release Preview チャネル: 2025年6月19日                               | - タスクバーアイコンのスケーリング機能 - ナレーターのスクリーンカーテン機能 - セットアップ中に新旧Windows PC間でデータを転送 - その他改善及びバグフィックス |
| 26100.4484                                          | KB5060829                                           | Release Preview チャネル: 2025年6月26日 一般リリース: 2025年6月26日   | - 上記ビルド26100.4482の内容の一般リリース |
| 26100.4652                                          | KB5062553                                           | Release Preview チャネル: 2025年7月8日 一般リリース: 2025年7月8日     | - セキュリティの強化 |
| 26100.4656                                          | KB5064489                                           | 一般リリース: 2025年7月13日                                           | - バグフィックス |
| 26100.4762                                          | KB5062660                                           | Release Preview チャネル: 2025年7月10日                               | - 起動できなくなったシステムの復元を自動化する「クイック マシン リカバリ」（QMR、迅速なマシンの回復）機能 - ブルースクリーン（BSoD）のデザインを簡素化して背景色黒の「ブラックスクリーン」に変更 - その他改善及びバグフィックス |
| 26100.4767                                          | KB5062660                                           | Release Preview チャネル: 2025年7月17日                               | - バグフィックス |
| 26100.4770                                          | KB5062660                                           | Release Preview チャネル: 2025年7月22日 一般リリース: 2025年7月22日   | - 上記ビルド26100.4762、4767の内容の一般リリース |
| 26100.4946                                          | KB5063878                                           | Release Preview チャネル: 2025年8月12日 一般リリース: 2025年8月12日   | - セキュリティの強化 |
| OS ビルド                                           | KB番号                                              | リリース日                                                            | 概要・新機能 |
| 注： 1.                                             |                                                     |                                                                       | |

| OS ビルド 26120（Windows Insider専用ビルド）のプレビュー版 | OS ビルド 26120（Windows Insider専用ビルド）のプレビュー版 | OS ビルド 26120（Windows Insider専用ビルド）のプレビュー版 | OS ビルド 26120（Windows Insider専用ビルド）のプレビュー版 |
| OS ビルド                                                  | KB番号                                                     | リリース日                                                 | 概要・新機能 |
| ---------------------------------------------------------- | ---------------------------------------------------------- | ---------------------------------------------------------- | --- |
| 26120.461                                                  | KB5037009                                                  | Dev チャネル: 2024年5月3日                                 | - 主に改善及びバグフィックス |
| 26120.470                                                  | KB5037864                                                  | Dev チャネル: 2024年5月10日                                | - 設定ホームページにNew Game Pass recommendation cardを追加 |
| 26120.670                                                  | KB5037869                                                  | Dev チャネル: 2024年5月17日                                | - 主に改善及びバグフィックス |
| 26120.751                                                  | KB5037874                                                  | Dev チャネル: 2024年5月31日                                | - 主に改善及びバグフィックス |
| 26120.770                                                  | KB5039314                                                  | Dev チャネル: 2024年6月7日                                 | - 主に改善及びバグフィックス |
| 26120.961                                                  | KB5038575                                                  | Dev チャネル: 2024年6月14日                                | - 主に改善及びバグフィックス |
| 26120.1252                                                 | KB5038603                                                  | Dev チャネル: 2024年7月15日                                | - ロック画面に天気予報や株式市況などを表示する新機能 - ウィジェットダッシュボードの改善 - その他改善及びバグフィックス |
| 26120.1330                                                 | KB5040543                                                  | Dev チャネル: 2024年7月26日                                | - 設定アプリの配信最適化ページを再設計 - その他改善及びバグフィックス |
| 26120.1340                                                 | KB5040557                                                  | Dev チャネル: 2024年8月5日                                 | - 設定アプリでマウスポインタの精度を高めたり、マウスのスクロール方向を変更したりするための新しい切り替え機能 - その他改善及びバグフィックス |
| 26120.1350                                                 | KB5041871                                                  | Dev チャネル: 2024年8月9日                                 | - Windowsの共有ウィンドウから直接メモ帳アプリやMicrosoft Clipchampにコンテンツを共有する機能を追加 - その他改善及びバグフィックス |
| 26120.1542                                                 | KB5041872                                                  | Dev チャネル: 2024年8月19日                                | - 主に改善及びバグフィックス |
| 26120.1843                                                 | KB5043185                                                  | Dev チャネル: 2024年9月20日                                | - ファイルエクスプローラーまたはデスクトップのコンテキストメニューからアプリと直接共有する機能を追加 - 日付/時刻の表示を短縮し、システムトレイを簡略化 - 特定のアプリからの通知を無効にする提案をオフにする新しいオプション - その他多数の新機能、改善及びバグフィックス                                                 |
| 26120.1912                                                 | KB5043168                                                  | Dev チャネル: 2024年9月30日                                | - 主に改善及びバグフィックス |
| 26120.1930                                                 | KB5044388                                                  | Dev チャネル: 2024年10月4日                                | - 主に改善及びバグフィックス |
| 26120.2122                                                 | KB5044374                                                  | Dev チャネル: 2024年10月11日                               | - Snipping Toolに、表をそのままコピーする機能を追加 - その他改善及びバグフィックス |
| 26120.2130                                                 | KB5044400                                                  | Dev チャネル: 2024年10月18日                               | - ナレーターが最後に読み上げた内容をコピーするショートカットの追加 - オンスクリーンキーボード用の新しいゲームパッドキーボードレイアウト |
| 26120.2200                                                 | KB5044376                                                  | Dev チャネル: 2024年10月25日                               | - Windows Studio Effectsへの機能追加（Copilot+PCのみ） |
| 26120.2213                                                 | KB5045885                                                  | Dev チャネル: 2024年11月4日                                | - バグ修正のため、オンスクリーンキーボード用の新しいゲームパッドキーボードレイアウトを一時的に無効化 - その他バグフィックス |
| 26120.2222                                                 | KB5046746                                                  | Dev チャネル: 2024年11月8日                                | - アプリを管理者権限で実行するショートカットの追加 - その他バグフィックス |
| 26120.2415                                                 | KB5046723                                                  | Dev チャネル: 2024年11月22日                               | - リコールの導入 - その他改善及びバグフィックス |
| 26120.2510                                                 | KB5048780                                                  | Dev チャネル: 2024年12月6日                                | - Copilot+ PC向け機能のさらなる追加 - ペイントアプリで、入力した文章をもとに絵を生成する新機能 - フォトアプリで、入力した文章をもとに画像を生成したり、既存の写真を加工したりする新機能 - Windows Helloの刷新 - バグの修正のため、日付/時刻表示を簡略化したシステムトレイの簡易版を一時的に無効化 - その他バグフィックス |
| 26120.2702                                                 | KB5048761                                                  | Dev チャネル: 2024年12月13日                               | - 主に改善及びバグフィックス |
| 26120.2705                                                 | KB5050636                                                  | Dev チャネル: 2024年12月18日                               | - Copilot+ PC向けにリアルタイム翻訳機能をリリース |
| 26120.2992                                                 | KB5050083                                                  | Dev チャネル: 2025年1月17日                                | - ARM64のCopilot+ PC向けに、ファイル名の入力なしに自分の言葉でPC上のファイルを検索できる新機能をリリース - Copilot+ PC向けClick to doの改善 - その他、エクスプローラーと拡大鏡アプリの改善 |
| 26120.3000                                                 | KB5050103                                                  | Dev チャネル: 2025年1月24日                                | - バッテリー残量に応じてバッテリーアイコンに色が付くようになった - ビルド26120.2213で無効化された、オンスクリーンキーボード用の新しいゲームパッドキーボードレイアウトを再有効化 - ナレーターのスキャンモードの改善 - その他改善及びバグフィックス                                                                        |
| 26120.3073                                                 | KB5050090                                                  | Dev チャネル: 2025年1月31日 Beta チャネル: 2025年1月31日   | - Beta チャネルのビルド 22635との選択制開始 - 上記ビルド26120.2992でリリースされたAIによるファイル検索機能でクラウド上にある写真も検索可能になった - その他改善及びバグフィックス |
| 26120.3281                                                 | KB5052086                                                  | Dev チャネル: 2025年2月14日 Beta チャネル: 2025年2月14日   | - OneDrive上のファイルに対する作業内容を、一定の条件下でスマートフォンからパソコンへ引き継げるようになった - その他改善及びバグフィックス |
| 26120.3291                                                 | KB5052080                                                  | Dev チャネル: 2025年2月21日 Beta チャネル: 2025年2月21日   | - 上記ビルド26120.3073でリリースされたAIでクラウド上の写真を検索する機能を、タスクバーの検索ボックスからも使用できるようになった - その他改善及びバグフィックス |
| 26120.3360                                                 | KB5052090                                                  | Dev チャネル: 2025年2月28日 Beta チャネル: 2025年2月28日   | - 主に改善及びバグフィックス |
| 26120.3380                                                 | KB5053660                                                  | Dev チャネル: 2025年3月10日 Beta チャネル: 2025年3月10日   | - エクスプローラーのホームに「おすすめのファイル」を表示 - その他改善及びバグフィックス |
| 26120.3576                                                 | KB5053650                                                  | Dev チャネル: 2025年3月17日 Beta チャネル: 2025年3月17日   | - Copilot+ PC向け機能をさらに追加 - その他改善及びバグフィックス |
| 26120.3585                                                 | KB5053644                                                  | Beta チャネル: 2025年3月24日                               | - 上のビルド26120.2992、26120.3073でリリースされたAIによるファイル検索機能がx64アーキテクチャのデバイスでも利用可能になった - その他改善及びバグフィックス |
| 26120.3653                                                 | KB5053658                                                  | Beta チャネル: 2025年3月28日                               | - 起動できなくなったシステムの復元を自動化する「クイックマシンリカバリ」（QMR）機能 - ナレーターが最後に話した内容500字を記憶し、後から参照可能に - その他改善及びバグフィックス |
| 26120.3671                                                 | KB5055622                                                  | Beta チャネル: 2025年4月3日                                | - タスクバーアイコンのスケーリング機能 - ファイルの共有をドラッグ＆ドロップで行えるように - その他改善及びバグフィックス |
| 26120.3863                                                 | KB5055613                                                  | Beta チャネル: 2025年4月11日                               | - 自分の言葉で設定項目を検索（Copilot+ PC向け） - ARM64アーキテクチャのナレーターに、AIによって言語化された画像やグラフなどの内容を読み上げる「画像の説明」機能を追加 - その他改善及びバグフィックス |
| 26120.3872                                                 | KB5055640                                                  | Beta チャネル: 2025年4月21日                               | - 「クリックで実行」の機能強化 - その他改善及びバグフィックス |
| 26120.3941                                                 | KB5055634                                                  | Beta チャネル: 2025年4月25日                               | - 音声入力の際に不適切な発言を自動でフィルタリング - その他改善及びバグフィックス |
| 26120.3950                                                 | KB5055653                                                  | Beta チャネル: 2025年5月5日                                | - Microsoft Intuneに省エネ設定機能を追加 - その他改善及びバグフィックス |
| 26120.3964                                                 | KB5058496                                                  | Beta チャネル: 2025年5月12日                               | - 「クリックで実行」の機能強化 - その他改善及びバグフィックス |
| 26120.4151                                                 | KB5058486                                                  | Beta チャネル: 2025年5月19日                               | - Beta チャネルのビルド 22635との選択制が終了し、ビルド26120に一本化される - エクスプローラーの右クリックメニューに「AIアクション」を追加 - その他改善及びバグフィックス |
| 26120.4161                                                 | KB5058515                                                  | Beta チャネル: 2025年5月23日                               | - 「クリックで実行」の Microsoft 365 テキストアクション - ロック画面のウィジェットのカスタマイズ機能を実装 - デスクトップのウィジェットの機能強化 - その他改善及びバグフィックス |
| 26120.4230                                                 | KB5058506                                                  | Beta チャネル: 2025年6月2日                                | - 設定アプリにクイックマシンリカバリ（QMR）に関するページを追加 - その他改善及びバグフィックス |
| 26120.4250                                                 | KB5060820                                                  | Beta チャネル: 2025年6月9日                                | - スタートメニューを全面的に刷新 - ロック画面のウィジェットのカスタマイズ機能 - その他改善及びバグフィックス |
| 26120.4441                                                 | KB5060816                                                  | Beta チャネル: 2025年6月13日                               | - Windows 10で存在したアクション センターの時計の秒表示を再導入 - その他改善及びバグフィックス - 起動音がWindows VistaやWindows 7で使用されていたものに戻る不具合が発生 |
| 26120.4452                                                 | KB5060836                                                  | Beta チャネル: 2025年6月23日                               | - リコール (プレビュー) にホームページを追加 - ボリュームや明るさなどを変更したときに画面中央下に出るインジケーターの位置を変更するオプション - その他改善及び起動音問題等のバグフィックス |
| 26120.4520                                                 | KB5060834                                                  | Beta チャネル: 2025年6月27日                               | - 主に改善及びバグフィックス |
| 26120.4733                                                 | KB5062551                                                  | Beta チャネル: 2025年7月14日                               | - ARM64アーキテクチャの「クリックで実行」にAIが画像の内容を文字起こしする「画像の説明」機能を追加 - その他改善及びバグフィックス |
| 26120.4741                                                 | KB5062678                                                  | Beta チャネル: 2025年7月18日                               | - x64アーキテクチャの「クリックで実行」にAIが画像の内容を文字起こしする「画像の説明」機能を追加 - x64アーキテクチャのナレーターに、AIによって言語化された画像やグラフなどの内容を読み上げる「画像の説明」機能を追加 - その他改善及びバグフィックス                                                                       |
| 26120.5722                                                 | KB5062669                                                  | Beta チャネル: 2025年7月28日                               | - 主に改善及びバグフィックス |
| 26120.5733                                                 | KB5062673                                                  | Beta チャネル: 2025年8月1日                                | - 主に改善及びバグフィックス |
| 26120.5742                                                 | KB5064075                                                  | Beta チャネル: 2025年8月8日                                | - 主に改善及びバグフィックス |
| OS ビルド                                                  | KB番号                                                     | リリース日                                                 | 概要・新機能 |
| 注： 1. 2. 3.                                              |                                                            |                                                            | |

### バージョン 25H2
バージョン25H2は、Windows 11に対する4回目のメジャーアップデートで、Windows 11 2024 Update（バージョン 24H2）に対する有効化パッケージとして配信される。現在は、Windows Insider Program でのプレビュー段階であり、ビルド番号は「26200」である。
最初のプレビュービルドであるビルド 26200.5510 は、2025年3月24日に Dev チャネルのInsiderにリリースされ、ビルド 26200.5670 以降、バージョン表記が「24H2」から「25H2」となり、このビルド番号がバージョン 25H2のものであることが確認された。今後、2025年下半期に一般リリースされる予定である。
| 凡例 | 過去のプレビューバージョン | 最新のプレビューバージョン |

| Windows 11 バージョン 25H2 のプレビュー ビルド | Windows 11 バージョン 25H2 のプレビュー ビルド | Windows 11 バージョン 25H2 のプレビュー ビルド | Windows 11 バージョン 25H2 のプレビュー ビルド |
| OS ビルド                                      | KB番号                                         | リリース日                                     | 概要・新機能 |
| ---------------------------------------------- | ---------------------------------------------- | ---------------------------------------------- | --- |
| 26200.5510                                     | KB5054148                                      | Dev チャネル: 2025年3月24日                    | - ビルド番号が上がった以外に特記事項はなく、内容はビルド26120.3576と同一。 |
| 26200.5516                                     | KB5054687                                      | Dev チャネル: 2025年3月28日                    | - 上のビルド26120.2992、26120.3073でリリースされたAIによるファイル検索機能がx64アーキテクチャのデバイスでも利用可能になった - 起動できなくなったシステムの復元を自動化する「クイックマシンリカバリ」（QMR）機能 - ナレーターが最後に話した内容500字を記憶し、後から参照可能に - その他改善及びバグフィックス |
| 26200.5518                                     | KB5055625                                      | Dev チャネル: 2025年4月3日                     | - タスクバーアイコンのスケーリング機能 - ファイルの共有をドラッグ＆ドロップで行えるように - その他改善及びバグフィックス |
| 26200.5551                                     | KB5055617                                      | Dev チャネル: 2025年4月11日                    | - 自分の言葉で設定項目を検索（Copilot+ PC向け） - ARM64アーキテクチャのナレーターに、AIによって言語化された画像やグラフなどの内容を読み上げる「画像の説明」機能を追加 - その他改善及びバグフィックス |
| 26200.5562                                     | KB5055642                                      | Dev チャネル: 2025年4月21日                    | - Click to Doの機能強化 - その他改善及びバグフィックス |
| 26200.5570                                     | KB5055632                                      | Dev チャネル: 2025年4月25日                    | - 音声入力の際に不適切な発言を自動でフィルタリング - その他改善及びバグフィックス |
| 26200.5581                                     | KB5055651                                      | Dev チャネル: 2025年5月5日                     | - Microsoft Intuneに省エネ設定機能を追加 - その他改善及びバグフィックス |
| 26200.5600                                     | KB5058493                                      | Dev チャネル: 2025年5月12日                    | - Click to Doの機能強化 - その他改善及びバグフィックス |
| 26200.5603                                     | KB5058488                                      | Dev チャネル: 2025年5月23日                    | - エクスプローラーの右クリックメニューに「AIアクション」を追加 - その他改善及びバグフィックス |
| 26200.5622                                     | KB5058512                                      | Dev チャネル: 2025年6月2日                     | - Click to Do の Microsoft 365 テキストアクション - 設定アプリにクイックマシンリカバリ（QMR）に関するページを追加 - デスクトップのウィジェットの機能強化 - その他改善及びバグフィックス |
| 26200.5641                                     | KB5060824                                      | Dev チャネル: 2025年6月9日                     | - スタートメニューを全面的に刷新 - ロック画面のウィジェットのカスタマイズ機能 - その他改善及びバグフィックス |
| 26200.5651                                     | KB5060818                                      | Dev チャネル: 2025年6月13日                    | - Windows 10で存在したアクション センターの時計の秒表示を再導入 - その他改善及びバグフィックス - 起動音がWindows VistaやWindows 7で使用されていたものに戻る不具合が発生 |
| 26200.5661                                     | KB5060838                                      | Dev チャネル: 2025年6月23日                    | - リコール (プレビュー) にホームページを追加 - ボリュームや明るさなどを変更したときに画面中央下に出るインジケーターの位置を変更するオプション - その他改善及びバグフィックス |
| 26200.5670                                     | KB5060831                                      | Dev チャネル: 2025年6月27日                    | - 主に改善及びバグフィックス |
| 26200.5702                                     | KB5062553                                      | Dev チャネル: 2025年7月14日                    | - ARM64アーキテクチャの「クリックで実行」にAIが画像の内容を文字起こしする「画像の説明」機能を追加 - その他改善及びバグフィックス |
| 26200.5710                                     | KB5062676                                      | Dev チャネル: 2025年7月18日                    | - x64アーキテクチャの「クリックで実行」にAIが画像の内容を文字起こしする「画像の説明」機能を追加 - x64アーキテクチャのCナレーターに、AIによって言語化された画像やグラフなどの内容を読み上げる「画像の説明」機能を追加 - その他改善及びバグフィックス                                                          |
| 26200.5722                                     | KB5062669                                      | Dev チャネル: 2025年7月28日                    | - 主に改善及びバグフィックス |
| 26200.5733                                     | KB5062673                                      | Dev チャネル: 2025年8月1日                     | - 主に改善及びバグフィックス |
| 26200.5742                                     | KB5064075                                      | Dev チャネル: 2025年8月8日                     | - 主に改善及びバグフィックス |
| OS ビルド                                      | KB番号                                         | リリース日                                     | 概要・新機能 |
| 注： 1. 2.                                     |                                                |                                                | |

### OS ビルド 26200番台
これらのビルドは、バージョン 24H2や25H2と同じGermaniumカーネルをベースにした開発ブランチであるge_prereleaseブランチから配信されたビルドである。
| 凡例: | 期限の切れたプレビューバージョン |

| OS ビルド 26200番台（Canary チャネル専用）のプレビュー ビルド | OS ビルド 26200番台（Canary チャネル専用）のプレビュー ビルド | OS ビルド 26200番台（Canary チャネル専用）のプレビュー ビルド | OS ビルド 26200番台（Canary チャネル専用）のプレビュー ビルド                                                                          |
| OS ビルド                                                     | リリース日                                                    | 有効期限 (ブランチ)                                           | 概要・新機能 |
| ------------------------------------------------------------- | ------------------------------------------------------------- | ------------------------------------------------------------- | --- |
| 26200.5001                                                    | Canary チャネル： 2024年4月19日                               | 有効期限: 2024年9月15日 (ge_prerelease)                       | - 主に改善及びバグフィックス |
| 26212.5000                                                    | Canary チャネル： 2024年5月8日                                | 有効期限: 2024年9月15日 (ge_prerelease)                       | - Windows ShareへのQRコード生成機能の搭載 - 以前リリースしたCopilotの新機能の一部を停止 - その他バグフィックス                         |
| 26217.5000                                                    | Canary チャネル： 2024年5月15日                               | 有効期限: 2024年9月15日 (ge_prerelease)                       | - 主に改善及びバグフィックス |
| 26227.5000                                                    | Canary チャネル： 2024年5月30日                               | 有効期限: 2024年9月15日 (ge_prerelease)                       | - Copilotをタスクバーに既定でピン留め。また、Copilot起動用のショートカットを廃止 - Emoji 15.1のサポート - その他改善及びバグフィックス |
| 26231.5000                                                    | Canary チャネル： 2024年6月6日                                | 有効期限: 2024年9月15日 (ge_prerelease)                       | - ナレーターへの大幅な機能追加 - その他バグフィックス                                                                                  |
| 26236.5000                                                    | Canary チャネル： 2024年6月12日                               | 有効期限: 2024年9月15日 (ge_prerelease)                       | - 6月18日に配信停止。 - 主に改善及びバグフィックス                                                                                     |
| 26241.5000                                                    | Canary チャネル： 2024年6月19日                               | 有効期限: 2024年9月15日 (ge_prerelease)                       | - 主に改善及びバグフィックス |
| 26244.5000                                                    | Canary チャネル： 2024年6月28日                               | 有効期限: 2024年9月15日 (ge_prerelease)                       | - 主に改善及びバグフィックス |
| 26252.5000                                                    | Canary チャネル： 2024年7月10日                               | 有効期限: 2024年9月15日 (ge_prerelease)                       | - ロック画面に天気予報や株式市況を表示する新機能 - その他改善及びバグフィックス                                                        |
| 26257.5000                                                    | Canary チャネル： 2024年7月24日                               | 有効期限: 2024年9月15日 (ge_prerelease)                       | - エクスプローラーのタブを右クリックで複製可能に - その他改善及びバグフィックス                                                        |
| OS ビルド                                                     | リリース日                                                    | 有効期限 (ブランチ)                                           | 概要・新機能 |

### OS ビルド 27000番台
これらのビルドは、現在開発中の最新のコードが反映されるrs_prereleaseブランチから配信されたビルドである。
| 凡例: | 期限の切れたプレビューバージョン | 期限中のプレビューバージョン | 最新のプレビューバージョン |

| OS ビルド 27000番台のプレビュー ビルド | OS ビルド 27000番台のプレビュー ビルド | OS ビルド 27000番台のプレビュー ビルド  | OS ビルド 27000番台のプレビュー ビルド |
| OS ビルド                              | リリース日                             | 有効期限 (ブランチ)                     | 概要・新機能 |
| -------------------------------------- | -------------------------------------- | --------------------------------------- | --- |
| 27686.1000                             | Canary チャネル： 2024年8月15日        | 有効期限: 2024年9月15日 (rs_prerelease) | - Windows Sandboxへの大幅な機能追加 - FAT32フォーマットのサイズ制限を2TBに緩和 - その他多数の改善及びバグフィックス |
| 27695.1000                             | Canary チャネル： 2024年8月30日        | 有効期限: 2025年9月15日 (rs_prerelease) | - 特定のアプリからの通知を無効にする提案をオフにする新機能 - Windows Share ウィンドウのコンテンツをAndroid デバイスに簡単に共有する機能の追加 - ウィジェットの更新 - その他多数の改善、バグフィックス                               |
| 27718.1000                             | Canary チャネル： 2024年10月2日        | 有効期限: 2025年9月15日 (rs_prerelease) | - メディアの再生中、ロック画面下にメディアコントロール画面を表示 - ナレーターの動作の改善 - その他改善及びバグフィックス |
| 27723.1000                             | Canary チャネル： 2024年10月9日        | 有効期限: 2025年9月15日 (rs_prerelease) | - いくつかの小規模な改善 |
| 27729.1000                             | Canary チャネル： 2024年10月17日       | 有効期限: 2025年9月15日 (rs_prerelease) | - 設定アプリでCopilot キーを構成可能に - Snipping Toolに、表をそのままコピーする機能を追加 |
| 27744.1000                             | Canary チャネル： 2024年11月6日        | 有効期限: 2025年9月15日 (rs_prerelease) | - Prism での新たなプロセッサ機能のサポート - オンスクリーンキーボード用の新しいゲームパッドキーボードレイアウト - その他改善 |
| 27749.1000                             | Canary チャネル： 2024年11月13日       | 有効期限: 2025年9月15日 (rs_prerelease) | - ナレーターが最後に読み上げた内容をコピーするショートカットの追加 - その他改善及びバグフィックス |
| 27754.1000                             | Canary チャネル： 2024年11月20日       | 有効期限: 2025年9月15日 (rs_prerelease) | - Windows Helloの刷新 - アプリを管理者として実行するショートカットの追加 - タスクバーの既定の日付・時刻表示を簡略化 - その他改善及びバグフィックス                                                                                  |
| 27758.1000                             | Canary チャネル： 2024年12月4日        | 有効期限: 2025年9月15日 (rs_prerelease) | - Microsoft Storeのアップデート機能の拡充 - その他改善及びバグフィックス |
| 27764.1000                             | Canary チャネル： 2024年12月11日       | 有効期限: 2025年9月15日 (rs_prerelease) | - 主に改善及びバグフィックス |
| 27766.1000                             | Canary チャネル： 2025年1月3日         | 有効期限: 2025年9月15日 (rs_prerelease) | - バグフィックス |
| 27768.1000                             | Canary チャネル： 2025年1月9日         | 有効期限: 2025年9月15日 (rs_prerelease) | - 主に改善及びバグフィックス |
| 27774.1000                             | Canary チャネル： 2025年1月16日        | 有効期限: 2025年9月15日 (rs_prerelease) | - 主に改善及びバグフィックス |
| 27783.1000                             | Canary チャネル： 2025年1月29日        | 有効期限: 2025年9月15日 (rs_prerelease) | - エクスプローラーのトップページに「共有」タブを追加し、共有されたファイルへのアクセスを迅速化 - その他改善及びバグフィックス |
| 27788.1000                             | Canary チャネル： 2025年2月5日         | 有効期限: 2025年9月15日 (rs_prerelease) | - Windows MIDI サービスの最初のプレビュー - OneDrive上のファイルに対する作業内容を、一定の条件下でスマートフォンからパソコンへ引き継げる新機能を追加 - その他改善及びバグフィックス                                                 |
| 27802.1000                             | Canary チャネル： 2025年2月28日        | 有効期限: 2025年9月15日 (rs_prerelease) | - バッテリー残量に応じてバッテリーアイコンに色が付くようになった - タスクバーにバッテリー残量を直接表示 - その他改善及びバグフィックス                                                                                              |
| 27808.1000                             | Canary チャネル： 2025年3月7日         | 有効期限: 2025年9月15日 (rs_prerelease) | - 主に改善及びバグフィックス |
| 27813.1000                             | Canary チャネル： 2025年3月12日        | 有効期限: 2025年9月15日 (rs_prerelease) | - 主に改善及びバグフィックス |
| 27818.1000                             | Canary チャネル： 2025年3月19日        | 有効期限: 2025年9月15日 (rs_prerelease) | - 主に改善及びバグフィックス |
| 27823.1000                             | Canary チャネル： 2025年3月26日        | 有効期限: 2025年9月15日 (rs_prerelease) | - 主に改善及びバグフィックス |
| 27842.1000                             | Canary チャネル： 2025年4月23日        | 有効期限: 2025年9月15日 (rs_prerelease) | - 主に改善及びバグフィックス |
| 27858.1000                             | Canary チャネル： 2025年5月16日        | 有効期限: 2025年9月15日 (rs_prerelease) | - 主に改善及びバグフィックス |
| 27863.1000                             | Canary チャネル： 2025年5月23日        | 有効期限: 2025年9月15日 (rs_prerelease) | - 主に改善及びバグフィックス |
| 27868.1000                             | Canary チャネル： 2025年5月29日        | 有効期限: 2025年9月15日 (rs_prerelease) | - 主に改善及びバグフィックス |
| 27871.1000                             | Canary チャネル： 2025年6月4日         | 有効期限: 2025年9月15日 (rs_prerelease) | - Microsoft Intuneに省エネ設定機能を追加 - その他改善及びバグフィックス |
| 27881.1000                             | Canary チャネル： 2025年6月19日        | 有効期限: 2026年8月12日 (rs_prerelease) | - 音声入力の際に不適切な発言を自動でフィルタリング - ナレーターの音声要約機能 - その他改善及びバグフィックス |
| 27891.1000                             | Canary チャネル： 2025年7月3日         | 有効期限: 2026年8月12日 (rs_prerelease) | - 主に改善及びバグフィックス |
| 27898.1000                             | Canary チャネル： 2025年7月11日        | 有効期限: 2026年8月12日 (rs_prerelease) | - タスクバーアイコンのスケーリング機能 - 起動できなくなったシステムの復元を自動化する「クイックマシンリカバリ」（QMR）機能 - 音声アクセス辞書のカスタマイズ機能 - ナレーターのスクリーンカーテン機能 - その他改善及びバグフィックス |
| 27902.1000                             | Canary チャネル： 2025年7月17日        | 有効期限: 2026年8月12日 (rs_prerelease) | - 主に改善及びバグフィックス |
| 27909.1000                             | Canary チャネル： 2025年7月25日        | 有効期限: 2026年8月12日 (rs_prerelease) | - 主に改善及びバグフィックス |
| 27913.1000                             | Canary チャネル： 2025年7月30日        | 有効期限: 2026年8月12日 (rs_prerelease) | - 主に改善及びバグフィックス |
| 27919.1000                             | Canary チャネル： 2025年8月8日         | 有効期限: 2026年8月12日 (rs_prerelease) | - 主に改善及びバグフィックス |